# Carlos Estrada (músico)
Carlos Estrada (Montevideo, 15 de septiembre de 1909-7 de mayo de 1970) fue un compositor, profesor y director de orquesta uruguayo. Su legado está íntimamente relacionado con la Orquesta Filarmónica de Montevideo (antiguamente Orquesta Sinfónica Municipal) de la que fue su fundador y director desde su creación en 1958 hasta su deceso en 1970.

## Biografía
Formado inicialmente en la Asociación Coral, continuó sus estudios de composición con Manuel Fernández Espiro, músico avezado en la música francesa; formación que Estrada continuó luego en París con maestros como Albert Wolf, Roger Ducasse, Noel Gallon (también profesor de Fernández Espiro), Henri Büsser y Philippe Gauberti. Fue influenciado también por músicos como Paray y Fritz Busch, quien fue el músico alemán más admirado por Estrada.

## Ámbito pedagógico
Al crearse en 1953 el Conservatorio Nacional de Música, Estrada obtuvo por concurso el cargo de director del mismo, cargo que ejerció durante 14 años hasta 1968.
De acuerdo con el doctor Pedro Ipuche Riva, Estrada reunía las dos condiciones necesarias que requiere todo buen enseñante: la preparación en lo disciplinar, pero también la capacidad de trasmitir el conocimiento. 
En el Conservatorio logró formar una orquesta y un coro con los que practicaron importantes figuras de la dirección coral u orquestal. También se formaron con él músicos tales como José Serebrier, Hugo López, Sergio Cervetti, Antonio Mastrogiovanni, Beatriz Lockhart, Yolanda Rizzardini, Tulio Belardi y tantos otros representantes de la dirección, la composición y la docencia en Uruguay.

## Orquesta Sinfónica Municipal
Habiéndose formado en el Conservatorio de París, su legado como compositor y su labor como director de la orquesta estuvo influenciada por aquella cultura. Es así que durante el periodo en que fuera director de la orquesta se interpretaron gran cantidad de obras del impresionismo y el neoclasicismo francés. Ya en el primer concierto realizado en el Teatro Solís el 17 de julio de 1959,se interpretaron obras de Rameau, Fabini y Ravel además de Beethoven. Otra de las líneas de su carrera como director de la orquesta,  fue que Estrada se propuso interpretar en todos los conciertos al menos una obra de un compositor uruguayo. 
Otro rasgo distintivo fue el de dar oportunidad de participar a artistas uruguayos como solistas al frente de la orquesta e incluir en la programación obras contemporáneas de autores extranjeros y nacionales.